# Nomia universitatis
Nomia universitatis is een vliesvleugelig insect uit de familie Halictidae. De wetenschappelijke naam van de soort is voor het eerst geldig gepubliceerd in 1908 door Cockerell.